# شیشاتوواتس
شیشاتوواتس (به صربی: Šišatovac) یک منطقهٔ مسکونی در صربستان است که در Sremska Mitrovica Municipality واقع شده‌است. شیشاتوواتس ۸٫۵۷ کیلومتر مربع مساحت و ۲۱۱ نفر جمعیت دارد و ۱۹۵ متر بالاتر از سطح دریا واقع شده‌است.